# Teremim

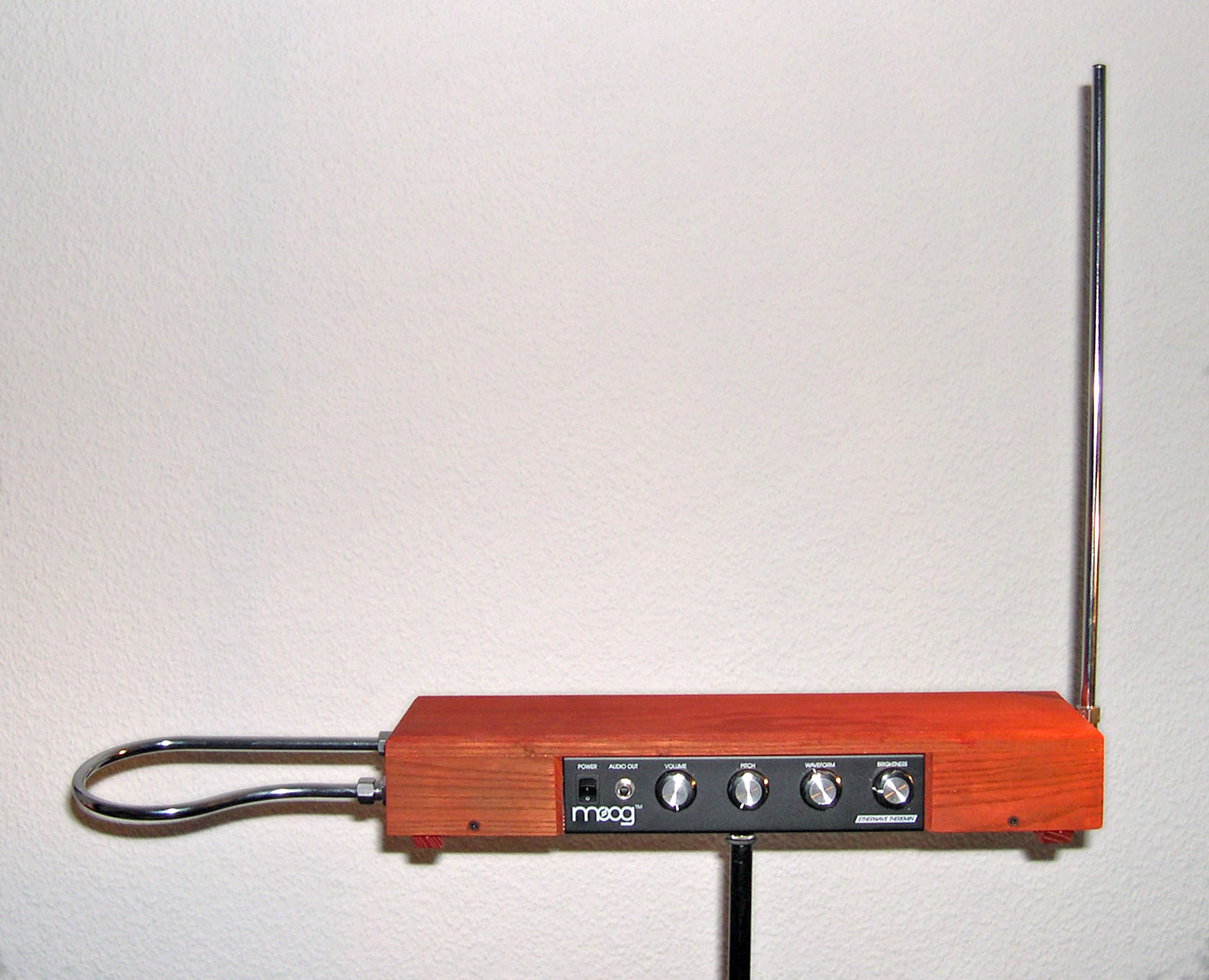
Um teremim da Etherwave, montado a partir do kit de Robert Moog: a antena redonda à esquerda controla o volume, enquanto a vertical da direita controla a frequência

O teremim ou theremin é um dos primeiros instrumentos musicais completamente eletrônicos, controlado sem qualquer contato físico pelo músico.
Seu nome vem da versão ocidental do nome do seu inventor, o russo Léon Theremin, que patenteou seu dispositivo em 1928. O instrumento é controlado através de duas antenas de metal, que percebem a posição das mãos do músico e controlam osciladores de frequência com uma das mãos, e com a outra a amplitude (volume), de forma que não seja preciso tocar no instrumento. Os sinais elétricos do teremim são amplificados e enviados para um altifalante.

## História
O teremim original foi produto de pesquisas em torno de sensores de proximidade, financiadas pelo governo russo. O instrumento foi inventado por um jovem físico russo chamado Lev Sergeevich Termen (conhecido no ocidente como Léon Theremin), em outubro de 1920, depois do início da Guerra Civil Russa. Depois de um longo tour pela Europa, no qual ele demonstrou sua invenção, Theremin conseguiu ir para os Estados Unidos, onde patenteou sua invenção em 1928 (US1661058). Em seguida, Theremin cedeu os direitos de produção à RCA.
Apesar do Thereminvox da RCA (lançado logo após a Grande Quebra de 1929) não ter sido um sucesso comercial, ele fascinou audiências dentro e fora da América. Clara Rockmore, uma famosa tereminista, fez um tour para divulgá-lo, executando um repertório clássico em concertos ao redor dos Estados Unidos.
Em 1938, Theremin deixou os EUA, apesar das circunstâncias relativas à sua partida serem bastante discutidas. Várias pessoas afirmam que ele foi levado do seu apartamento em Nova Iorque por agentes da KGB, levado de volta para a União Soviética para trabalhar em um laboratório russo em Magadan, na Sibéria. Ele reapareceu 30 anos depois.
Após a excitação dos interesses na América que sucederam o fim da Segunda Guerra Mundial, o teremim logo caiu em desuso entre os músicos mais sérios, principalmente porque foram inventados novos instrumentos eletrônicos, mais fáceis de tocar. Entretanto, um nicho de interesse no teremim persistiu, na sua maioria entre os entusiastas por eletrônica e os hobbistas. Um desses entusiastas, Robert Moog, começou a construir teremins nos anos 50, enquanto estava no colegial. Em seguida, Moog publicou vários artigos sobre a construção dos teremins, e vendeu kits para a construção do instrumento.
Desde o lançamento do filme Theremin: An Electronic Odissey em 1994, o interesse pelo instrumento cresceu novamente, e tornou-se mais usado pelos músicos contemporâneos. Mesmo que os vários sons produzidos pelo teremim possam ser reproduzidos pelos diversos sintetizadores modernos, alguns músicos continuam apreciando a expressividade, novidade e unicidade que é o uso de um teremim de verdade. O próprio filme foi bem avaliado.

## Princípios de funcionamento
O teremim é raro entre os instrumentos musicais tocados sem contato físico. O músico se posiciona de frente ao instrumento e move suas mãos perto das antenas de metal. A distância entre uma das antenas determina a frequência (pitch), e entre a outra controla a amplitude (volume). Na maioria das vezes, a mão direita controla a frequência e a esquerda controla o volume, embora esta disposição seja invertida por alguns artistas. Alguns teremins de baixo custo utilizam um controle de volume simples, operado com um potenciômetro, e possuem apenas a antena de frequência. Diferente das antenas mais conhecidas, estas não são usadas para receber ou transmitir sinais de rádio, mas agem como as placas de um capacitor.
O teremim usa o princípio do heteródino para gerar um sinal de áudio. O circuito responsável pela frequência inclui dois osciladores de rádio. Um deles opera em uma frequência fixa, enquanto a frequência do outro é controlada pela distância da mão do músico em relação à antena de frequência. A mão funciona como uma placa aterrada (sendo o corpo do músico a conexão com a terra) de um capacitor variável em um circuito LC (indutor-capacitor), que é parte do oscilador e determina sua frequência. A diferença entre as frequências dos dois osciladores a cada momento permite a criação de diferentes tons na faixa de frequências audíveis, resultando em sinais de áudio que são amplificados e enviados para um alto-falante.
Para controlar o volume, a outra mão do músico age como a placa aterrada de outro capacitor variável. Nesse caso, o capacitor interfere em outro oscilador, que muda a atenuação no circuito amplificador. A distância entre a mão e a antena de controle do volume determina a capacitância, que por sua vez controla o volume do teremim.
Projetos mais modernos simplificam este circuito e evitam a complexidade de dois osciladores heteródinos, usando um único oscilador de pitch, similar ao de controle de volume. Esta abordagem geralmente é menos estável e não consegue gerar frequências mais baixas como um oscilador heteródino. Projetos melhores usam dois pares destes osciladores, para ambos volume e frequência.